# Rathaus (Mosbach)

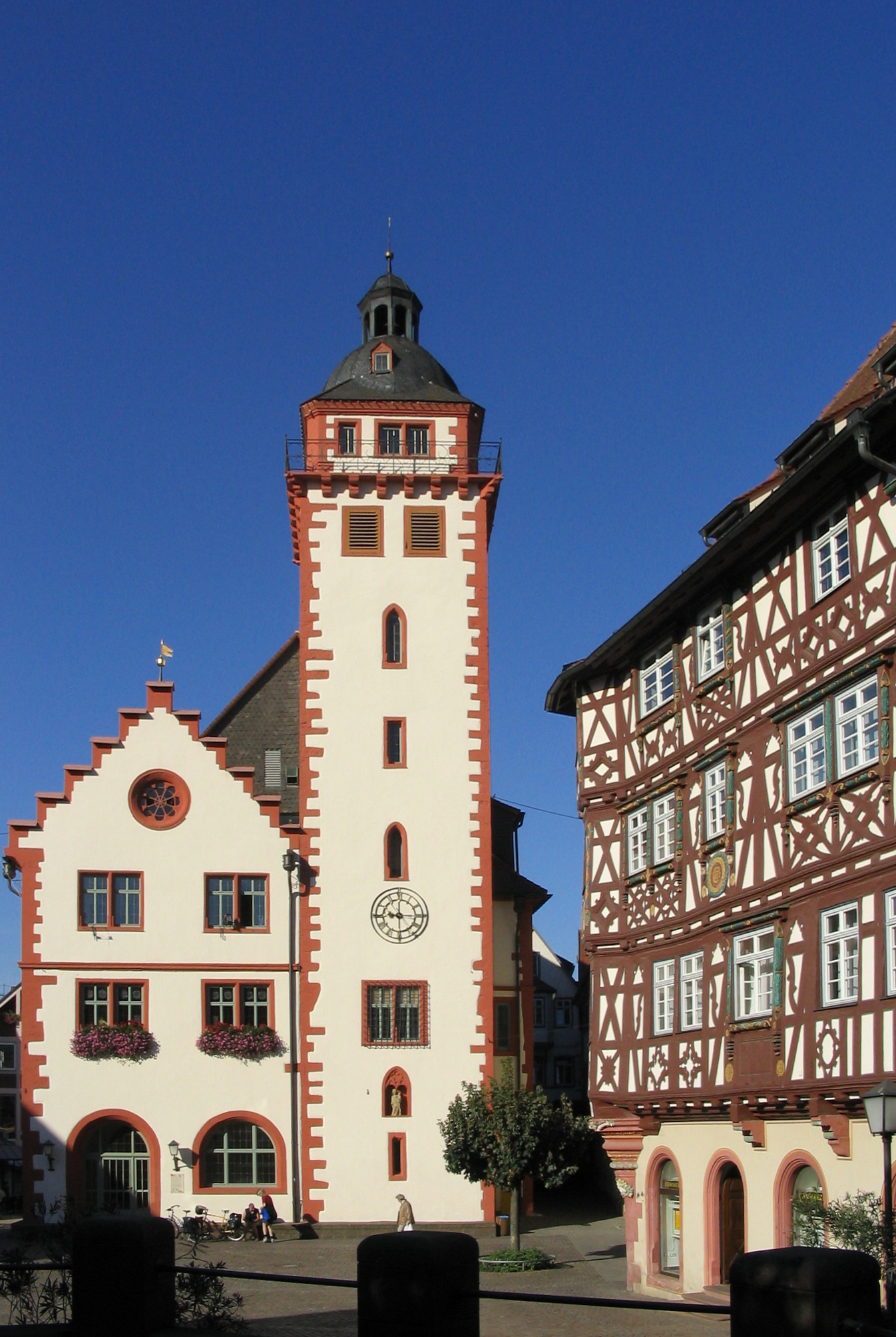
Das Rathaus in Mosbach

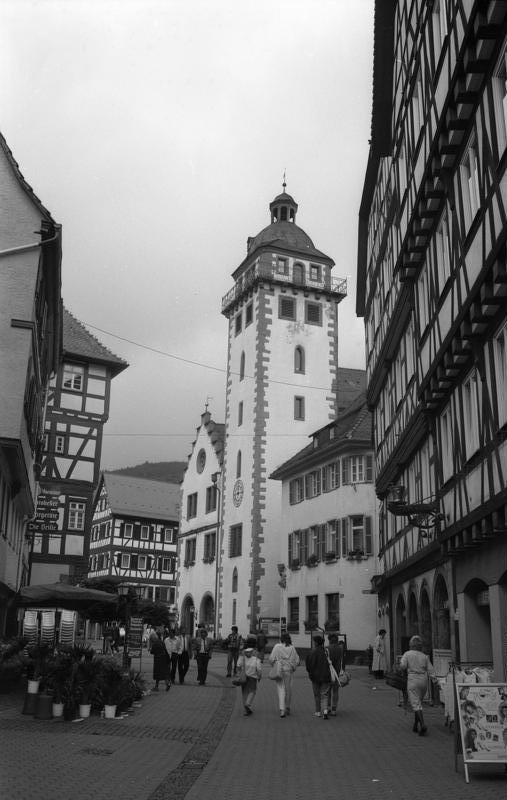
Ansicht des Rathauses von 1988, Bild aus dem Bundesarchiv

Das Rathaus von Mosbach im Neckar-Odenwald-Kreis im nördlichen Baden-Württemberg entstand 1557/58 auf den Fundamenten einer im Zuge der Reformation in der Kurpfalz geschlossenen katholischen Cäcilienkirche.

## Geschichte

### Frühe Geschichte als Kirchenbauwerk
Der heutige Marktplatz von Mosbach war einst der Friedhof der Mosbacher Stiftskirche. Im südwestlichen Bereich des Friedhofs befand sich ein ummauerter Bereich mit einer Cäcilienkapelle sowie einem Beinhaus und einem Bahrhäuslein. Die Cäcilienkapelle wurde vermutlich schon im 9. Jahrhundert angelegt und im 11. Jahrhundert zu einer Nikolauskapelle umgeweiht. Die ältesten baulich nachweisbaren Teile des Gebäudes stammen aus romanischer Zeit und lassen eine Chorturmanlage mit einem im Osten befindlichen Turm auf nahezu quadratischem Grundriss von 5,85 × 5,05 Metern und einem sich nach Westen anschließendem rechteckigen Langhaus mit einer Grundfläche von etwa 9,40 × 16,50 Metern erkennen.
Um 1290 wurde die Kapelle etwa um 6,50 Meter nach Süden und etwa um 9 Meter nach Westen und damit im Wesentlichen auf den heutigen Gebäudegrundriss erweitert und künftig als Cäcilienkirche genutzt, 1291 ist eine Pfarrkirche im Zusammenhang mit einem Cäcilienaltar urkundlich belegt. Der Glockenturm, dessen Untergeschoss bereits Turmchor der alten Kapelle war, hatte nach den Umbauten um 1300 wohl eine Höhe von 25 bis 30 Metern. Die Kirche war dem Landkapitel Buchen angegliedert, das Patronatsrecht lag beim Kollegiatstift in Mosbach.
Im frühen 16. Jahrhundert besaß die Kirche drei Altäre. Der Hochaltar war Cäcilia geweiht, einer der Seitenaltäre Veit. Das Langhaus wies im hinteren Teil eine Empore sowie eine Ölberggruppe mit steinernem Zaun auf.

### Schließung der Kirche im Zuge der Reformation
Im Zuge der Reformation in der Kurpfalz wurden ab 1545 keine Gottesdienste mehr in der Kirche gefeiert. 1546 wurden die zur Kirche gehörenden Stiftungen dem städtischen Armenwesen zugeschlagen. Kurfürst Ottheinrich befahl 1556 die Schließung der alten katholischen Pfarrkirche St. Cäcilia, da er gemäß cuius regio, eius religio den Katholizismus in seinem Fürstentum nicht mehr duldete. Die Cäcilienkirche wurde daraufhin 1557 der Stadt zum Abbruch überlassen und ab 1558 zum Rathaus umgebaut. Im Zuge der Umnutzung wurde auch das alte innerstädtische Friedhofsgelände abgeräumt und zum Marktplatz umgenutzt, als neuer Friedhof diente künftig der Friedhof bei der Gutleutanlage außerhalb der Stadtmauern.
Von dem ursprünglichen Kirchengebäude blieb im Erdgeschoss das auf Sandsteinsäulen ruhende, rippenlose Kreuzgewölbe erhalten. Der Turm wurde bis auf das untere Drittel abgetragen und höher als zuvor neu aufgebaut, wobei er bis 1566 wieder eine Glockenstube erhielt und die alte Cäcilienglocke von 1458 als Rathausglocke weiterverwendet wurde. Das Erdgeschoss des Gebäudes diente als Markthalle, im ersten Obergeschoss befand sich die Ratsherrenstube und das Archiv der Stadt, im zweiten Obergeschoss ein Tanzboden, zeitweise auch die Lateinschule des Ortes. Das Dachgeschoss diente als Getreidespeicher.

### Nutzung als Rathaus
Die älteste bekannte Ansicht des Gebäudes stammt von 1832. Der Gebäudegiebel zum Marktplatz hin war ursprünglich als geschwungener Volutengiebel mit drei Fenstern ausgeführt und erhielt erst bei Umbauten im 19. Jahrhundert seine heutige Gestalt als Staffelgiebel mit einem Rundfenster. Die zum Haupteingang führende Doppeltreppe an der Breitseite des Gebäudes war im 19. Jahrhundert überdacht, das gesamte Gebäude schiefergedeckt. Auf dem Turm lebte bis 1909 ein Türmer, im Turmuntergeschoss befand sich die Ausnüchterungszelle.
Das Rathaus wurde 1976/77 durch Stadtarchitekt Wolf umfassend renoviert, wobei auch die Raumaufteilung im Inneren durch den Abriss von alten Einbauten und den Einbau neuer Trennwände verändert wurde. Da man bei der Renovierung einige Amtsräume in das angrenzende und künftig einbezogene ehemalige Hotel Krone ausgelagert hat, konnte man künftig das Erdgeschoss mit großem und kleinem Ratssaal für verschiedene Veranstaltungszwecke freihalten. Im Bürgersaal im ersten Obergeschoss, dem Tagungsort des Gemeinderats, wurde die ursprüngliche Farbfassung der Deckenbalken wiederhergestellt. Das Turmuntergeschoss, einst Turmchor der Nikolauskapelle, wurde als Altarraum hergerichtet.